# Le Quesnoy
Le Quesnoy là một xã trong vùng Hauts-de-France, thuộc tỉnh Nord, quận Avesnes-sur-Helpe, tổng Le Quesnoy-Est
Le Quesnoy-Ouest. Tọa độ địa lý của xã là 50° 14' vĩ độ bắc, 03° 38' kinh độ đông. Le Quesnoy nằm trên độ cao trung bình là 125 mét trên mực nước biển, có điểm thấp nhất là 82 mét và điểm cao nhất là 138 mét. Xã có diện tích 14,23 km², dân số vào thời điểm 1999 là 4917 người; mật độ dân số là 346 người/km².

## Thông tin nhân khẩu
| 1788  | 1962  | 1968  | 1975  | 1982  | 1990  | 1999  |
| ----- | ----- | ----- | ----- | ----- | ----- | ----- |
| 3.649 | 4.570 | 5.101 | 5.127 | 4.792 | 4.890 | 4.917 |

## Các thành phố kết nghĩa
- Villarosa, Ý,
- Morlanwelz, Bỉ,
- Ratingen, Đức